# 2. Hannoversches Ulanen-Regiment Nr. 14
Das 2. Hannoversche Ulanen-Regiment Nr. 14 war ein Kavallerieverband der Preußischen Armee. Das Ulanen-Regiment wurde 1866 in Münster aufgestellt und nahm am Deutsch-Französischen Krieg teil. Nach der Rückkehr bezog das Regiment von 1873 bis 1886 Garnison in Verden (Aller), sodann bis 1914 in Lothringen. Nach der Teilnahme am Ersten Weltkrieg wurde das Regiment Ende 1918 demobilisiert und 1919 aufgelöst.

## Geschichte

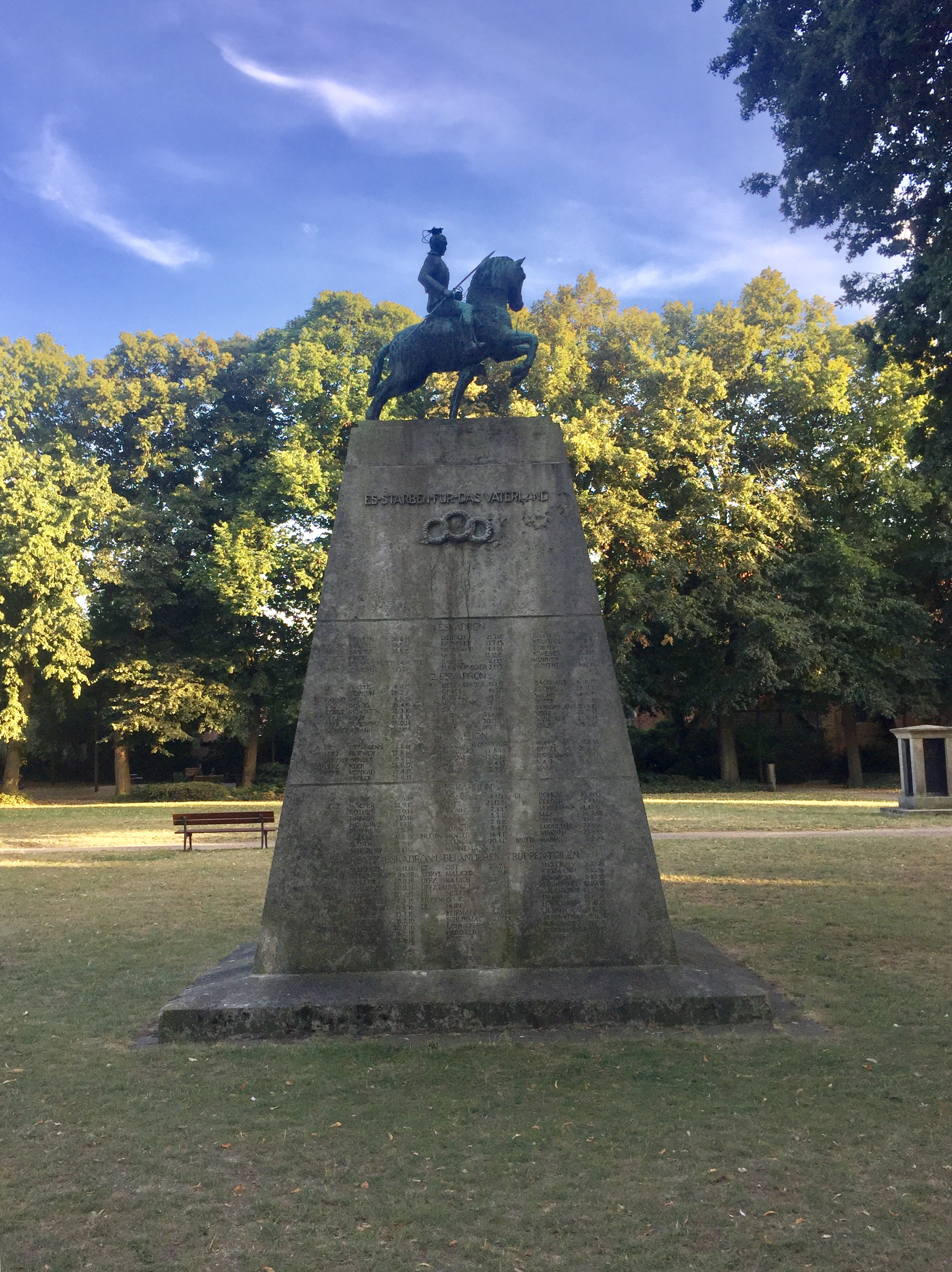
Ulanen-Denkmal in Verden

### Aufstellung und Traditionslinie
Im Zuge der von Kriegsminister Roon vorangetriebenen Heeresreform und -vermehrung im Zuge der deutschen Einigungskriege und dann der deutschen Reichsgründung wurden eine Reihe von Kavallerie-Regimentern neugegründet. Zwischen 1860 und 1866 wurde so die Zahl der preußischen Ulanen-Regimenter in zwei Wellen von 8 auf 16 verdoppelt, mit A.K.O. vom:
- 7. Mai 1860: Ulanen-Regimenter Nr. 9, 10, 11 und 12
- 27. September 1866: Ulanen-Regimenter Nr. 13, 14, 15 und 16

Nach dem Deutschen Krieg von 1866 wurde das unterlegene Königreich Hannover von Preußen annektiert. Nach der Gebietsvergrößerung wurden in den hinzugewonnenen Gebieten neue Truppen aufgestellt, so auch das spätere Königs-Ulanen-Regiment (1. Hannoversches) Nr. 13 und das spätere 2. Hannoversches Ulanen-Regiment Nr. 14, letzteres als 14. Ulanen-Regiment zu vier Eskadronen. Dazu gaben die bestehenden Ulanen-Regimenter Nr. 4, 8, 9 und 12 jeweils die fünfte Eskadron ab. Garnison von Stab und 1. bis 3. Eskadron wurde Münster, die 4. Eskadron bezog in Hamm Quartier.
1867 wurde das Regiment Nr. 14 um eine Eskadron auf fünf Eskadronen vermehrt, die in Warendorf aufgestellt wurde. Im selben Jahr wurde das Regiment in 2. Hannoversches Ulanen-Regiment Nr. 14 umbenannt.

### Deutsch-Französischer Krieg
Als 1870 der Krieg gegen Frankreich begann, wurde das Regiment am 17. Juli 1870 mobilisiert und der 3. Kavallerie-Division unterstellt. Am 10. August 1870 überschritt das Regiment als Vorhut der Division bei Überherrn die Grenze. Von August bis Oktober übernahm das Regiment während der Einschließung von Metz Vorposten- und Sicherungsdienste. Es folgten Kämpfe gegen französische Freischärler in den Argonnen sowie die Teilnahme an den Schlachten von Hallue, Bapaume und Tertry Poeuilly.
Nach dem Waffenstillstand vom 18. Januar 1871 und dem Vorfriedensvertrag vom 26. Februar 1871 verblieb das Regiment noch mehr als zwei weitere Jahre in Frankreich und diente als Teil der Okkupationsarmee mit Standort im lothringischen Lunéville. Im Sommer 1873 kehrte das Regiment in die hannoversche Heimat zurück.

### Garnisonszeit in Verden und Lothringen

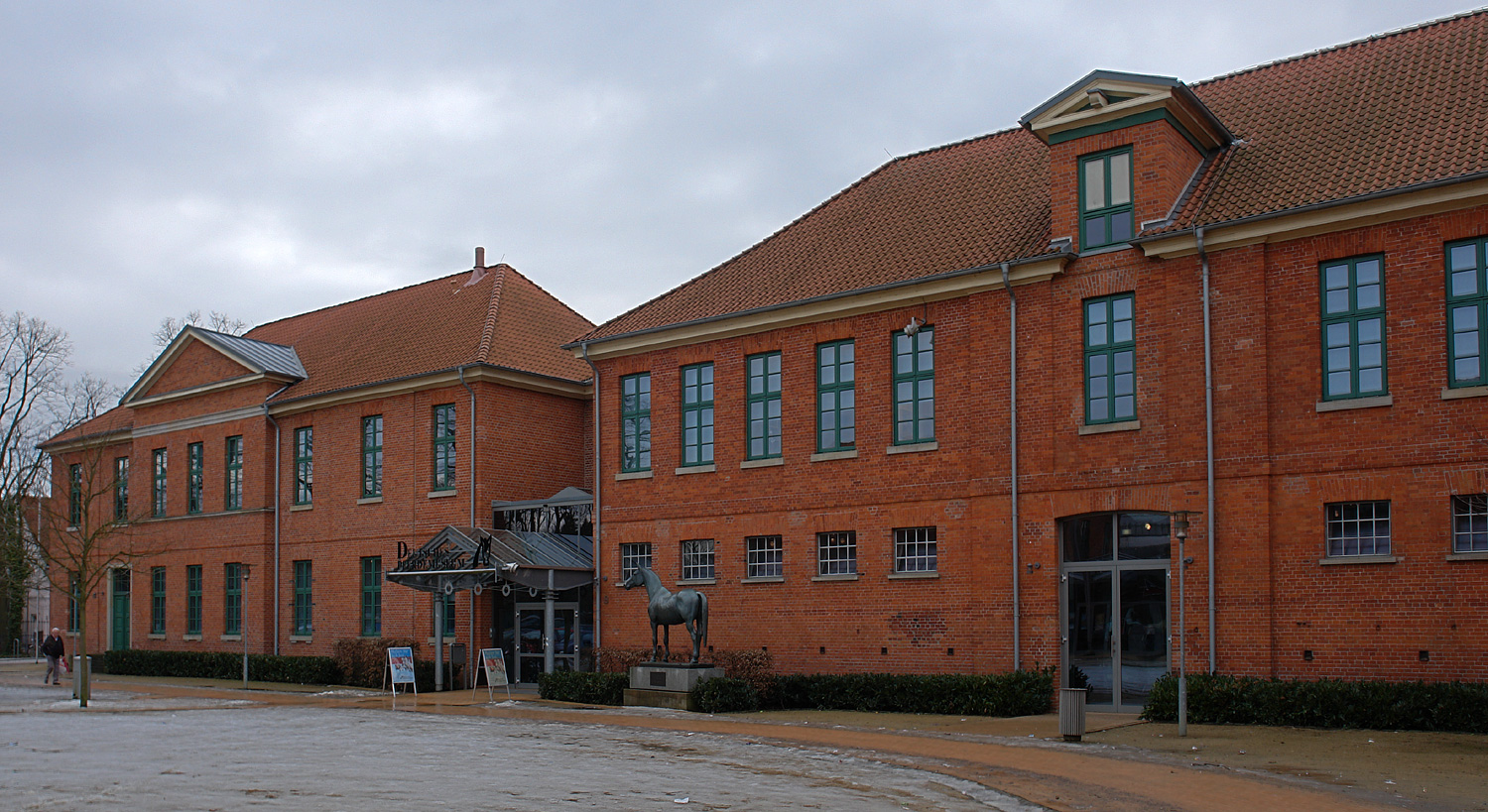
„Holzmarkt-Kaserne“ in Verden, heute Deutsches Pferdemuseum

1873 wurde das Regiment in seiner neuen Garnison Verden festlich empfangen und bezog die „Holzmarkt-Kaserne“. Die Holzmarkt-Kaserne (auch „Kavallerie-Kaserne“) war 1829 errichtet worden und wurde seit 1831 vom hannoverschen Kavallerieregiment „Herzog von Cumberland“ genutzt. Nach Verlegung des Ulanen-Regiments Nr. 14 zog hier 1887 das 2. Hannoversche Feldartillerie-Regiment Nr. 26 ein. Nach dem Zweiten Weltkrieg nutzte die Britische Rheinarmee das Gebäude unter dem Namen „Gibraltar-Kaserne“, 1959 übernahm die Bundeswehr. Die militärische Nutzung endete 1987. Heute befinden sich dort ein Veranstaltungszentrum, das Deutsche Pferdemuseum, die Stadthalle und die Stadtbibliothek.

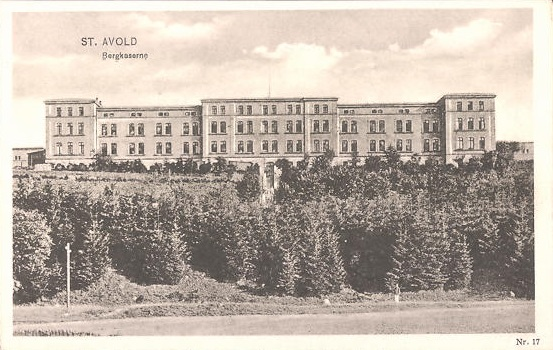
„Bergkaserne“ in St. Avold, zeitgenössische Postkarte

1886 wurde das Regiment nach Lothringen verlegt, das in Folge der Teilung nach dem Krieg von 1870/71 durch das Deutsche Reich annektiert war. Dort bezog das Regiment Garnison in Saint-Avold, zwei Eskadronen in der modernen „Bergkaserne“ und zwei Eskadronen in der weniger günstigen „Ketzerath-Kaserne“. Die Bergkaserne wurde nach der Rückkehr Lothringens zu Frankreich als Wohngebäude genutzt und später abgerissen. Dort befindet sich heute die örtliche Niederlassung der Fachhochschule IUT de Moselle-Est. Die „Ketzerath-Kaserne“ wurde 1956 abgerissen, um dem Lycée Poncelet Platz zu machen. Die fünfte Eskadron wurde zunächst in Falkenberg (heute Faulquemont) und dann ab 1893 in Mörchingen (heute Morhange) stationiert.
Mit A.K.O. vom 24. Januar 1899 wurde dem Regiment die Traditionslinie des früheren Hannoverschen Garde-Kürassier-Regiments gegeben; das offizielle Stiftungsdatum war somit der 10. Dezember 1805.

### Erster Weltkrieg
Kurz vor Ausbruch des Ersten Weltkriegs wurde das Regiment am 29. Juli 1914 mobilisiert und ging am 31. Juli 1914 in den Grenzschutz am linken Flügel des deutschen Heeres. Am Anfang des Krieges kämpfte das Regiment im Bestand der 34. Infanterie-Division.
Das Regiment behielt während des Weltkriegs seinen Kavalleriestatus bei und wurde im Gegensatz zu vielen anderen berittenen Einheiten nicht in ein Kavallerie-Schützen-Regiment umgewandelt.
Im Sommer 1916 wurden die Eskadronen des Regiments einzeln Infanteriedivisionen unterstellt und verrichteten an der Ostfront Sicherungs- und Aufklärungsaufgaben:
- 1. Eskadron bei der 199. Infanterie-Division
- 2. Eskadron bei der 195. Infanterie-Division
- 3. Eskadron bei der 197. Infanterie-Division
- 4. Eskadron bei der 220. Infanterie-Division

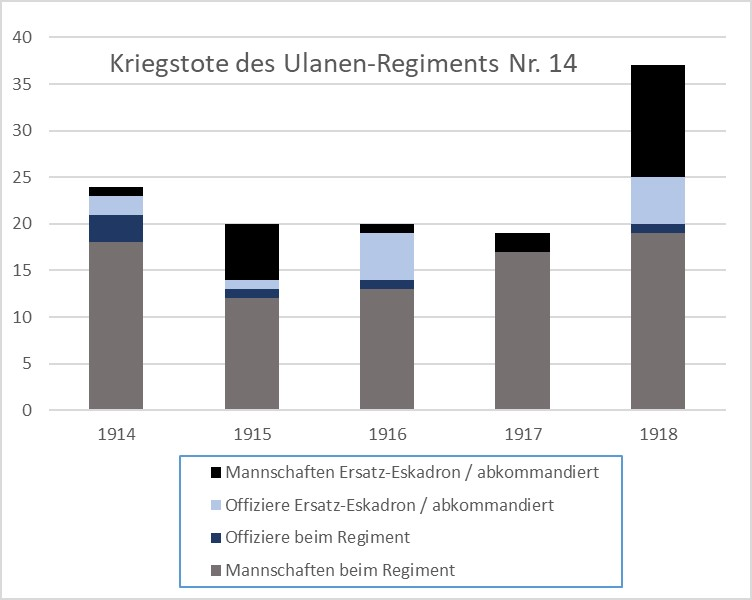
Kriegstote des Regiments im Ersten Weltkrieg

Das Regiment erlitt im Ersten Weltkrieg Verluste von insgesamt 120 Kriegstoten, davon 19 Offiziere. Von den 120 Kriegstoten waren 85 beim Regiment selbst gefallen, die verbleibenden 35 Verluste traten bei Abkommandierungen oder in der Ausbildung bei der Ersatz-Eskadron auf. Im Vergleich zu deutschen Infanterie-Regimentern im Fronteinsatz des Ersten Weltkriegs sind diese Verluste moderat. Hoch ist hingegen im Vergleich der anteilige Verlust an Offizieren, die bei der Infanterie kaum noch in vorderster Linie anzutreffen waren. Beim Ulanen-Regiment wurden hingegen viele Offizierspatrouillen zur Aufklärung durchgeführt.

### Auflösung und Nachwirkung
Im Dezember 1918 kehrten die Eskadronen des Regiments einzeln nach Hannover zurück, da die Garnisonsorte in Lothringen nicht mehr zum Deutschen Reich gehören sollten. Beim Überschreiten des Rheins während des Heimmarschs wurden die linksrheinisch ansässigen Soldaten entlassen. In Hannover wurde das verbliebene Regiment demobilisiert und aufgelöst.
Die Tradition übernahm in der Reichswehr durch Erlass des Chefs der Heeresleitung General der Infanterie Hans von Seeckt vom 24. August 1921 die in Hannover stationierte Ausbildungs-Eskadron des 13. (Preußisches) Reiter-Regiments. In der Wehrmacht führte die Panzerabwehr-Abteilung 19 die Tradition fort.
1928 stiftete der Bund der ehemaligen 14. Ulanen, Hannover ein Kriegerdenkmal für die Angehörigen des Ulanen-Regiments Nr. 14, das am Dom zu Verden aufgestellt wurde. Die Bronze-Figur des Ulanen schuf der Bildhauer Paul Wynand aus Berlin. Auf dem Denkmal sind 120 Namen von Gefallenen des Regiments verzeichnet. Das Denkmal wurde am 7. Oktober 1928 eingeweiht.

## Unterstellung und Gliederung
Friedensgliederung von 1890 bis zum Ausbruch des Ersten Weltkriegs:
- XVI. Armee-Korps mit Sitz in Metz
- 34. Division mit Sitz in Metz
- 34. Kavallerie-Brigade mit Sitz in Metz, ab 1912 in St. Avold

## Uniform

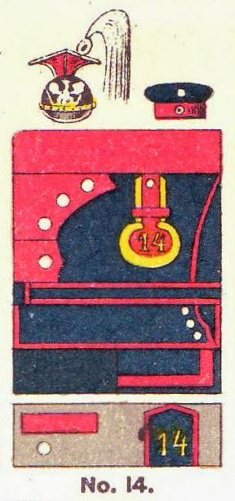
Farbschema der Uniform (1890), also vor Einführung der feldgrauen Felddienstuniform

Der Ulanka genannte Waffenrock war aus dunkelblauem Tuch gefertigt. Die Abzeichenfarbe (Ärmelaufschläge, Kragen, Paraderabatte, Tschapkarabatte, Epaulettenfelder und Passanten) war rot, auf den Schultern der Ulanka befanden sich Epauletten mit der Regimentsnummer 14. Die Stiefelhose war anthrazitfarben. Die Knöpfe sowie die Beschläge der Tschapka waren silbern, der Paradehaarbusch weiß. Mannschaften und Unteroffiziere führten Stahlrohrlanzen mit Lanzenflaggen.
Auf der Tschapka war ab 1899 mit dem Traditionserlass unter dem silbernen heraldischen Adler das Bandeau „Peninsula, Waterloo, García Hernández“ angebracht, mit dem an die Schlachten der Vorläufer des Hannoverschen Garde-Kürassier-Regiments im Dienste der Engländer erinnert wurde.
Mit A.K.O. vom 14. Februar 1907 wurde die Einführung der feldgrauen Felddienstuniform (M 1910) befohlen, die ab 1909/10 schrittweise die bunte Uniform ersetzte. Das Lederzeug und die Stiefel waren lederfarben, die Tschapka wurde durch einen schilffarbig genannten Stoffüberzug bedeckt.

## Kommandeure
Die Ehrenbezeichnung Regimentschef trug von 1897 bis zu seinem Tod acht Jahre später Erzherzog Joseph Karl Ludwig von Österreich, dann ab 1906 Erzherzog Joseph August von Österreich. Die Ernennung erfolgte in beiden Fällen durch Kaiser Wilhelm II.
Kommandeure des Regiments waren nach Jahr der Ernennung:
| Dienstzeit | Kommandeur                   | Lebensdaten | Dienstgrad zur Ernennung und Bemerkungen                          |
| ---------- | ---------------------------- | ----------- | ----------------------------------------------------------------- |
| 1866–1873  | Lüderitz, Otto von           | 1818–1885   | Major, später Generalleutnant                                     |
| 1873–1880  | Wolffersdorff, Arthur von    | 1823–1897   | Oberstleutnant, später Generalmajor                               |
| 1880–1883  | Nebelthau, Jacob             | 1833–1895   | Oberstleutnant, später Oberst                                     |
| 1883–1885  | Massenbach, Adolph von       | 1836–1912   | Oberstleutnant                                                    |
| 1885–1886  | Reichlin von Meldegg, Albert | 1838–1893   | Oberstleutnant, später Generalmajor                               |
| 1886–1891  | Bothe, Heinrich von          | 1840–1923   | Major, später Generalleutnant                                     |
| 1891–1896  | Colmar, Conrad von           | 1843–1930   | Oberstleutnant, später Generalmajor                               |
| 1896–1899  | Merveldt, Clemens von        | 1845–1923   | Major, später Oberst                                              |
| 1899–1904  | Rohr, Carl von               | 1840–1932   | Major, später Oberst                                              |
| 1904–1905  | Oheimb, Erich von            | 1854–1927   | Major, später Generalleutnant. Verlor beide Söhne im 1. Weltkrieg |
| 1905–1906  | Dehnicke, Eduard             | 1854–1936   | Major, später Oberst                                              |
| 1906–1908  | Weinschenck, Paul            | 1858–1950   | Major, später Generalleutnant                                     |
| 1908–1911  | Priess, Conrad               | 1860–1933   | Oberstleutnant                                                    |
| 1911–1913  | Fritsche, Eugen von          | 1861–1921   | Oberstleutnant                                                    |
| 1913–1916  | Veit, Georg                  | 1863–1931   | Oberstleutnant, später Generalmajor                               |
| 1916–1917  | Stotzingen, Conrad von       | 1873–1933   | Oberst                                                            |
| 1917–1919  | Sydow, Heinrich von          | 1867–1942   | Oberst                                                            |